# Thị thực

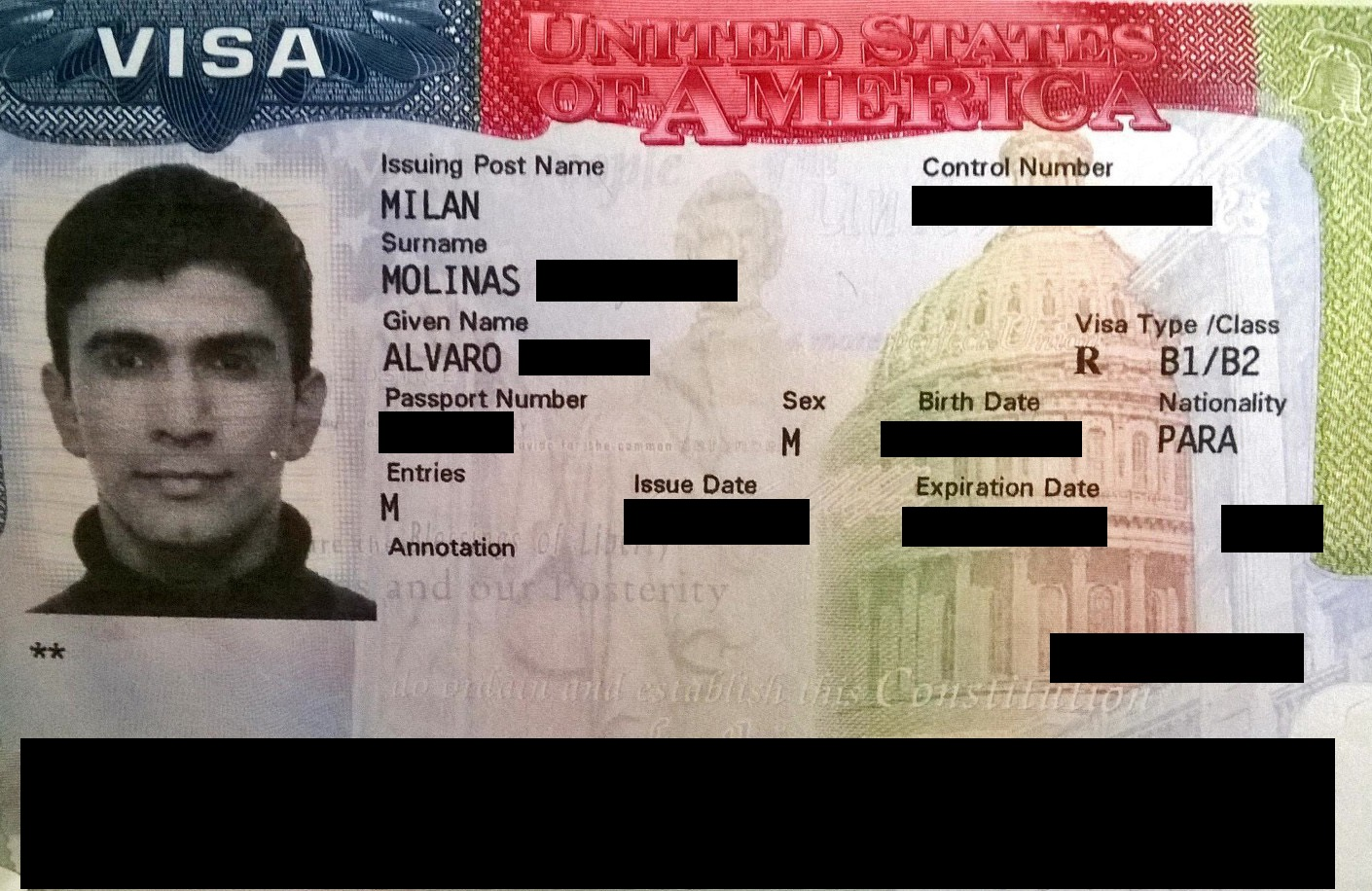
Thị thực của Hoa Kỳ phát hành năm 2014

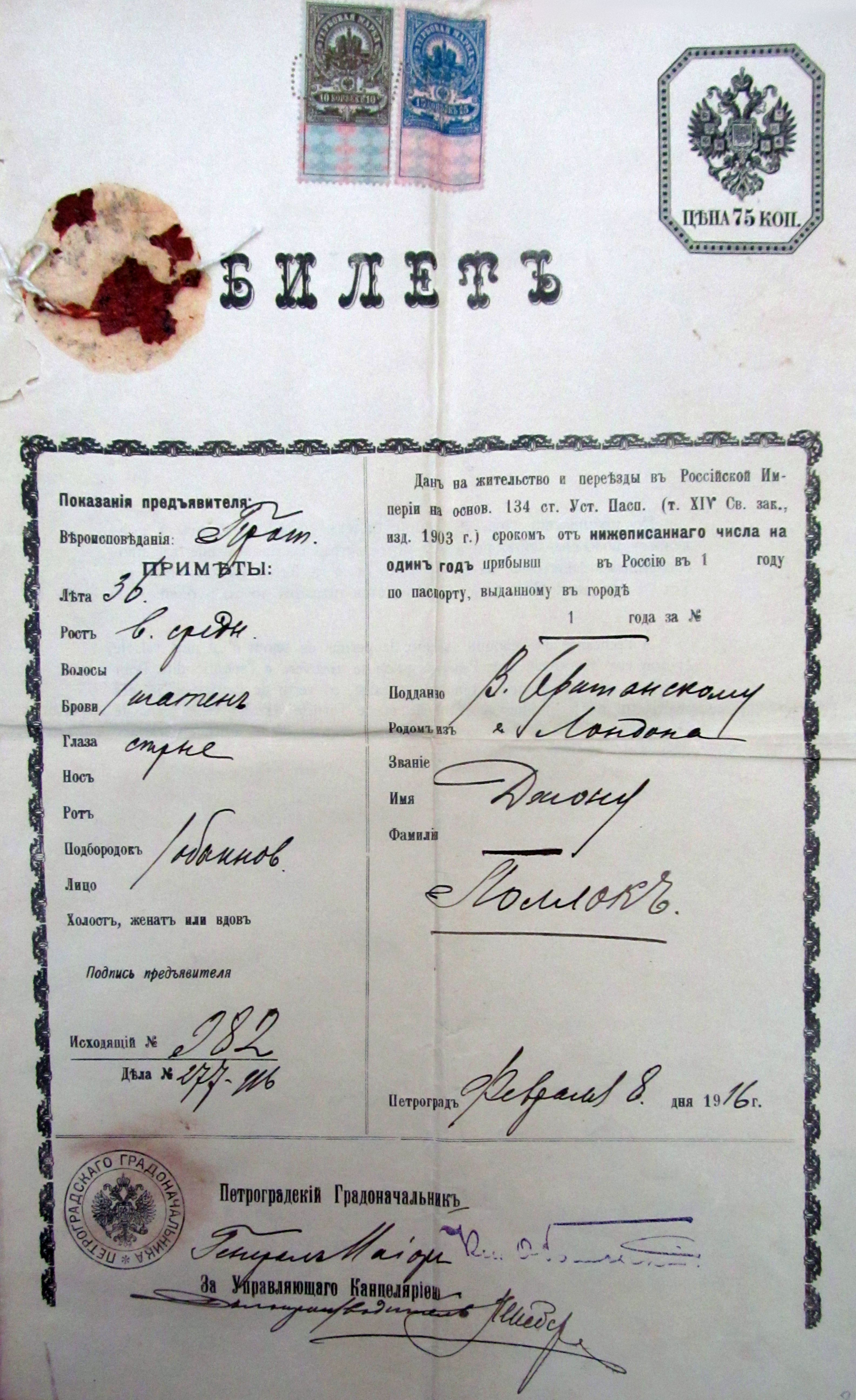
Thị thực Nga phát hành năm 1916

Thị thực hay thị thực xuất nhập cảnh; trước năm 1975 VNCH dùng: chiếu khán hoặc chiếu nhận, tiếng Anh: visa,) là một bằng chứng pháp lý xác nhận rằng một người nào đó được phép nhập cảnh hoặc xuất cảnh ở quốc gia cấp thị thực. Việc cấp phép này có thể bằng một văn bản nhưng phổ biến là bằng một con dấu xác nhận dành cho đương đơn vào trong hộ chiếu của đương đơn. Một số quốc gia không đòi hỏi phải có thị thực khi nhập cảnh trong một số trường hợp, thường là kết quả thỏa hiệp giữa quốc gia đó với quốc gia của đương sự (Miễn thị thực).
Các quốc gia thường có các điều kiện để các cấp thị thực, chẳng hạn như thời hạn hiệu lực của thị thực, khoảng thời gian mà đương sự có thể lưu lại đất nước của họ. Thường thì thị thực hợp lệ cho nhiều lần nhập cảnh (tùy theo điều kiện) nhưng có thể bị thu hồi vào bất cứ lúc nào và với bất kỳ lý do gì.
Thị thực có thể được cấp trực tiếp tại quốc gia, hoặc thông qua đại sứ quán hoặc lãnh sự quán của quốc gia đó, đôi khi thông qua một cơ quan chuyên môn, công ty du lịch có sự cho phép của quốc gia phát hành. Hiện nay, ngày càng nhiều quốc gia cho phép người muốn nhập cảnh vào nước mình xin thị thực thông qua đường thư tay hoặc Internet.
Một số quốc gia còn bắt buộc công dân nước mình và cả du khách nước ngoài phải xin "thị thực xuất cảnh" để được phép rời khỏi quốc gia đó.

## Các loại thị thực

Thị thực nhập cảnh Brazil trong một hộ chiếu công dân Hoa Kỳ, có con dấu nhập cảnh từ Brazil, Pháp và Hoa Kỳ

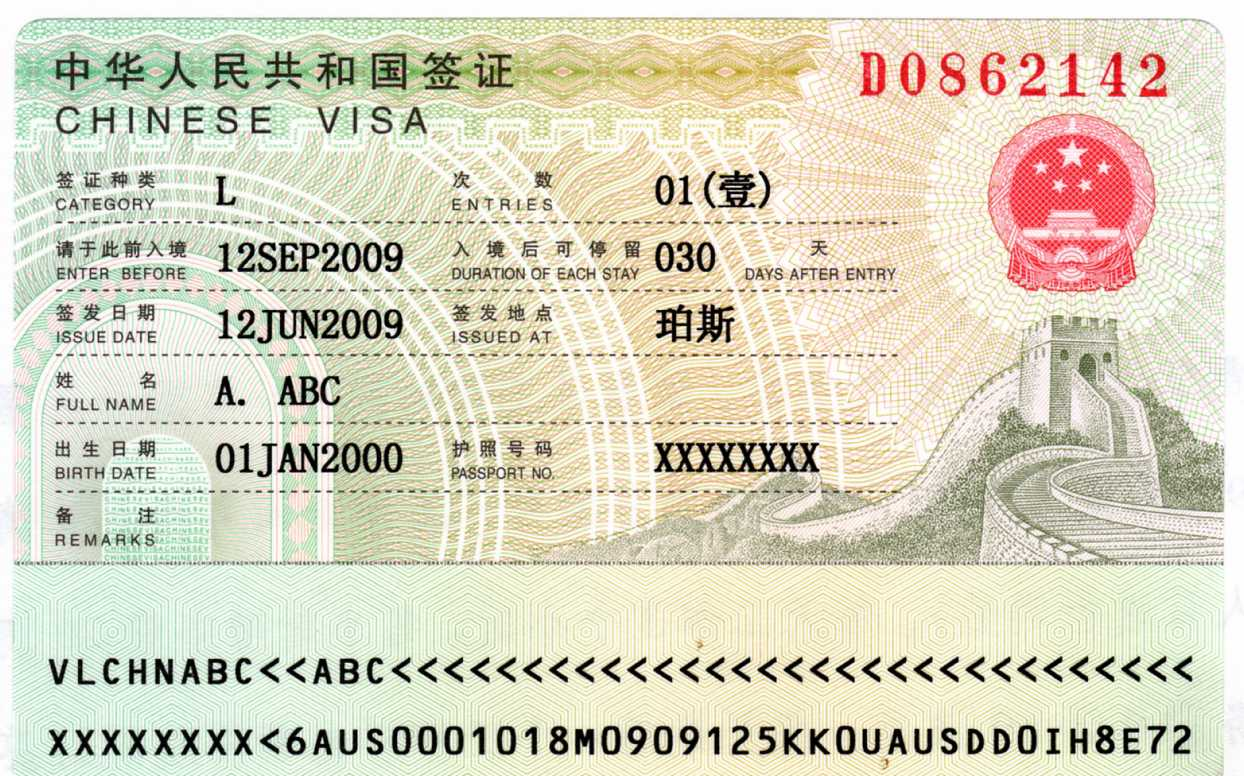
Thị thực du lịch của Trung Quốc.

Mỗi quốc gia thường có nhiều loại thị thực với tên khác nhau. Các loại thị thực phổ biến nhất bao gồm:

### Theo mục đích

#### Thị thực quá cảnh
Để đi qua một quốc gia trên đường đến một quốc gia khác. Hiệu lực của thị thực quá cảnh thường được giới hạn trong khoảng thời gian ngắn khoảng vài tiếng đến mười ngày tuỳ theo kích thước của quốc gia hoặc lịch trình cụ thể của chuyến quá cảnh.
- Thị thực quá cảnh sân bay, được yêu cầu bởi một số quốc gia để quá cảnh tại sân bay kể cả không đi qua kiểm tra hải quan.
- Thị thực thành viên tổ, người làm hoặc người lái, được cấp cho nhân viên làm trên máy bay, tàu khách, tàu, xe tải, xe buýt và bất cứ phương tiện giao thông quốc tế nào, hoặc tàu đánh cá trên hải phận quốc tế.

#### Thị thực ngắn hạn hoặc cho du khách
Đối với các chuyến ghé thăm ngắn hạn đến các quốc gia. Nhiều quốc gia phân biệt mục đích chuyến đi, như là:
- Thị thực riêng tư, cho mục đích riêng tư với thư mời từ công dân của quốc gia được ghé thăm.
- Thị thực du lịch, dành cho một khoảng thời gian giới hạn với mục đích du lịch, không áp dụng với người đi công tác.
- Thị thực với mục đích y tế, để đi khám hoặc chữa bệnh tại bệnh viện của quốc gia được ghé thăm.
- Thị thực công tác, để làm việc tại quốc gia được ghé thăm. Loại thị thực này không bao gồm làm việc lâu dài, trong tường hợp đó phải xin thị thực làm việc.
- Thị thực du lịch và làm việc, dành cho người đến các quốc gia có các chương trình du lịch và làm việc, cho phép những người trẻ tuổi làm việc tạm thời trong khi đi du lịch.
- Thị thực vận động viên hoặc nghệ sĩ, được cấp cho vận động viên và nghệ sĩ biểu diễn (và nhân viên hỗ trợ họ) để tham gia thi đấu, biểu diễn hòa nhạc, tham gia sự kiện.
  - Thị thực trao đổi văn hóa, thường được cấp cho người tham gia các chương trình trao đổi văn hóa.
- Thị thực tị nạn, được cấp cho người chạy trốn khỏi hiểm họa như khủng bố, chiến tranh hoặc thảm họa thiên nhiên.
- Thị thực hành hương: loại thị thực này chủ yếu được cấp cho người ghé năm những địa điểm tôn giáo, ví dụ như Ả Rập Xê Út hoặc Iran, và tham gia những buổi lễ tôn giáo đặc biệt. Loại thị thực này thường được cấp khá nhanh với giá rẻ; tuy nhiên; những người sử dụng thường được giới hạn phải đi theo nhóm. Ví dụ tốt nhất là thị thực Hajj để đến Ả Rập Xê Út.[1]

#### Thị thực dài hạn
Thị thực có hiệu lực dài hơn nhưng vẫn có giới hạn:
- Thị thực học sinh (F-1 tại Mỹ), cho phép người sở hữu học tại một học viện hoặc trường đại học tại quốc gia cấp thị thực. Thị thực F-2 cho phép những người phụ thuộc vào học sinh được phép đi cùng đến Mỹ.
  - Thị thực nghiên cứu, dành cho học sinh tham gia nghiên cứu tại quốc gia cấp thị thực.
- Thị thực làm việc tạm thời, dành cho người được cấp phép làm việc tại quốc gia cấp thị thực. Loại này thường khó xin hơn và có hiệu lực dài hơn thị thực công tác. VÍ dụ là thị thực H-1B và thị thực L-1 của Mỹ.
  - Thị thực nhà báo, dành cho một số quốc gia yêu cầu nhà báo làm cho một số tổ chức tin tức. Các quốc gia sử dụng loại thị thực này bao gồm Cuba, Trung Quốc, Iran, Triều Tiên, Ả Rập Xê Út, Hoa Kỳ (Thị thực-I) và Zimbabwe.
- Thị thực định cư, được cấp cho người định cư lâu dài tại quốc gia cấp. Tại một số quốc gia, như New Zealand, định cư lâu dài là một bước cần thiết trước khi chuyển lên mức thường trú.
- Thị thực trú ẩn, được cấp cho người phải chịu đựng hoặc lo sợ khủng bố trong quốc gia của họ do những hoạt động chính trị hoặc ý kiến, tổ chức hoặc cộng đồng; hoặc bị trục xuất khỏi quốc gia của họ.

#### Thị thực nhập cư
Được cấp cho người muốn nhập cư vào quốc gia cấp (sẽ đạt được trạng thái thường trú trong tương lai):
- Thị thực vợ/chồng hoặc thị thực đối tác, được cấp cho vợ/chồng, đối tác dân sự của một cư dân hoặc công dân của quốc gia cấp và cho phép đối tác của họ định cư tại quốc gia đó.
- Thị thực kết hôn, được cấp cho một khoảng thời gian giới hạn để kết hôn hoặc kết hợp dân sự dựa trên bằng chứng quan hệ của công dân tại quốc gia cấp thị thực. Ví dụ, một người phụ nữ Đức muốn cưới người Mỹ phải xin thị thực Fiancée (còn gọi là thị thực K-1) để cho phép cô đến nhập cảnh Mỹ. Thị thực K1 cho phép ở lại 4 tháng kể từ ngày nhập cảnh.[2]
- Thị thực người nhận lương hưu (cũng được biết đến là thị thực về hưu), được cấp bởi một số quốc gia (Úc, Argentina, Thái Lan, Panama, v.v.), những người chứng tỏ được rằng họ đã có nguồn thu nhập từ quốc gia khác và sẽ không làm việc tại quốc gia cấp thị thực. Có giới hạn độ tuổi với một số trường hợp.

#### Thị thực công vụ
Được cấp cho công chức đi làm việc cho chính phủ, hoặc đại diện cho một nước tại quốc gia cấp thị thực, như là làm nhiệm vụ ngoại giao.
- Hộ chiếu ngoại giao thường chỉ dành cho người sở hữu hộ chiếu ngoại giao.
- Hộ chiếu lịch sự được cấp cho người đại diện cho chính phủ nước ngoài hoặc tổ chức quốc tế mà không đủ trạng thái nhà ngoại giao nhưng có đủ công trạng, là một hành vi lịch sự- ví dụ là Thị thực mục đích đặc biệt của Úc.

## Chính sách thị thực
Bảng sau liệt kê chính sách thị thực của tất cả các quốc gia đối với người nước ngoài mà có thể nhập cảnh nước họ với mục đích du lịch mà không cần xin thị thực hoặc có thể xin thị thực tại cửa khẩu với hộ chiếu phổ thông. Nó cũng  chú thích một số quốc gia có cấp thị thực điện tử cho một số quốc tịch nhất định. Ký hiệu "+" cho biết chính sách thị thực của một số quốc gia không rõ lắm khi chỉ liệt kê những quốc gia bắt buộc phải có thị thực, do đó con số thể hiện số lượng quốc gia thành viên Liên Hợp Quốc giảm theo số lượng quốc tịch cần có thị thực, và "+" là biểu thị của tất cả các công dân quốc gia không thuộc Liên Hợp Quốc mà có thể không yêu cầu thị thực.  "N/A" cho biết các quốc gia có thông tin mâu thuẫn trên các trang web chính thức hoặc thông tin do Chính phủ cung cấp cho IATA. Một quốc quốc gia cho phép xin thị thực tại cửa khẩu chỉ giới hạn ở một số điểm nhập cảnh nhất định. Một số quốc gia như các quốc gia thành viên Liên minh Châu Âu có chế độ thị thực khác nhau.
Bảng dưới đây có hiệu lực tính đến  ngày 30 tháng 4 năm 2017. Nguồn: "Thông tin thị thực và sức khỏe". Timatic. Hiệp hội Vận tải Hàng không Quốc tế (IATA) thông qua Gulf Air.
| Quốc gia                             | Tổng (không tính thị thực điện tử) | Miễn thị thực | Thị thực tại cửa khẩu | Thị thực điện tử          | Chú thích |
| ------------------------------------ | ---------------------------------- | ------------- | --------------------- | ------------------------- | --- |
| Afghanistan                          | 0                                  |               |                       |                           | |
| Albania                              | 78                                 | 78            |                       |                           | |
| Algeria                              | 8                                  | 8             |                       |                           | |
| Angola                               | 2                                  | 1             | 1                     |                           | |
| Antigua và Barbuda                   | 100                                | 100           |                       |                           | |
| Argentina                            | 85                                 | 85            | 0                     | 1                         | |
| Armenia                              | 138                                | 56            | 82                    |                           | |
| Úc                                   | 1                                  | 1             | 0                     | 36+9+145                  | |
| Azerbaijan                           | 24                                 | 9             | 15                    | 93                        | |
| Bahamas                              | 120                                | 120           |                       |                           | |
| Bahrain                              | 69                                 | 4             | 65                    | 33                        | |
| Bangladesh                           | 174+                               | 25            | Tất cả-20             |                           | Limited VOA locations.                                                                                             |
| Barbados                             | 108                                | 108           |                       |                           | |
| Belarus                              | 101                                | 22+79         |                       |                           | |
| Belize                               | 97                                 | 97            |                       |                           | |
| Benin                                | 54                                 | 54            |                       | tất cả trừ người châu Phi | |
| Bhutan                               | 3                                  | 3             |                       |                           | |
| Bolivia                              | 174+                               | 51            | 124+                  |                           | |
| Bosnia và Herzegovina                | 79                                 | 79            |                       |                           | |
| Botswana                             | 103                                | 103           |                       |                           | |
| Brazil                               | 92                                 | 92            |                       |                           | |
| Brunei                               | 61                                 | 54            | 7                     |                           | |
| Burkina Faso                         | 68                                 | 17            | 51                    |                           | |
| Burundi                              | 6                                  | 6             |                       |                           | |
| Campuchia                            | 194+                               | 7             | Tất cả                | Tất cả-1                  | |
| Cameroon                             | 4                                  | 4             |                       |                           | |
| Canada                               | 51                                 | 51            |                       |                           | |
| Cape Verde                           | 194+                               | 19            | 194+                  |                           | |
| Cộng hòa Trung Phi                   | 13                                 | 13            |                       |                           | |
| Tchad                                | 13                                 | 11            | 2                     |                           | |
| Chile                                | 93                                 | 92            | 1                     |                           | |
| Trung Quốc                           | 13                                 | 13            |                       |                           | |
| Colombia                             | 95                                 | 95            |                       |                           | |
| Comoros                              | 194+                               | 0             | Tất cả                |                           | |
| Cộng hòa Congo                       | 13                                 | 0             | 13                    |                           | |
| Cộng hòa Dân chủ Congo               | 7                                  | 4             | 3                     |                           | |
| Costa Rica                           | 90                                 | 90            |                       |                           | |
| Bờ Biển Ngà                          | 21                                 | 21            |                       |                           | |
| Cuba                                 | 18                                 | 18            |                       |                           | |
| Djibouti                             | 194+                               | 0             | Tất cả                |                           | |
| Dominica                             | 192+                               | Tất cả-2      |                       |                           | |
| Cộng hòa Dominica                    | 107                                | 107           |                       |                           | |
| Ecuador                              | 180+                               | Tất cả-14     |                       |                           | |
| Ai Cập                               | 111                                | 8             | 103                   | 46                        | |
| El Salvador                          | 87                                 | 87            |                       |                           | |
| Guinea Xích Đạo                      | 2                                  | 2             |                       |                           | |
| Eritrea                              | 3                                  | 2             | 1                     |                           | |
| Eswatini                             | 96                                 | 96            |                       |                           | |
| Ethiopia                             | 42                                 | 2             | 40                    |                           | Limited VOA locations.                                                                                             |
| Fiji                                 | 107                                | 107           |                       |                           | |
| Gabon                                | 4                                  | 4             |                       | 191                       | |
| Gambia                               | 125                                | 121           | 4                     |                           | |
| Gruzia                               | 94                                 | 94            |                       |                           | |
| Ghana                                | 54                                 | 20            | 34                    |                           | |
| Grenada                              | 117                                | 103           | 14                    |                           | |
| Guatemala                            | 86                                 | 86            |                       |                           | |
| Guinea                               | 21                                 | 21            |                       |                           | |
| Guinea-Bissau                        | 194+                               | 14            | 180+                  |                           | |
| Guyana                               | 53                                 | 53            |                       |                           | |
| Haiti                                | 190+                               | Tất cả-4      |                       |                           | |
| Honduras                             | 84                                 | 84            |                       |                           | |
| Hồng Kông                            | 144                                | 144           |                       | 1                         | |
| Ấn Độ                                | 3                                  | 3             | 1                     | 150                       | Limited e-Tourist Visa locations.                                                                                  |
| Indonesia                            | 168                                | 168           |                       |                           | |
| Iran                                 | 181+                               | 8             | 176+                  |                           | |
| Iraq                                 | 7                                  | 1             | 6                     |                           | |
| Ireland                              | 86                                 | 55            |                       |                           | +31 EU/EEA/CH citizens.                                                                                            |
| Israel                               | 99                                 | 99            |                       |                           | |
| Jamaica                              | 116                                | 93            | 23                    |                           | |
| Nhật Bản                             | 66                                 | 66            |                       |                           | |
| Jordan                               | 130                                | 10            | 120                   |                           | Các địa điểm VOA bị giới hạn.                                                                                      |
| Kazakhstan                           | 61                                 | 61            |                       |                           | |
| Kenya                                | 43                                 | 43            | 0                     | Tất cả-16                 | |
| Kiribati                             | 68                                 | 68            |                       |                           | |
| Triều Tiên                           | 0                                  |               |                       |                           | |
| Hàn Quốc                             | 117                                | 117           |                       |                           | |
| Kuwait                               | 58                                 | 5             | 53                    | 53                        | |
| Kyrgyzstan                           | 81                                 | 61            | 20                    | 133                       | |
| Lào                                  | 175+                               | 15            | Tất cả-30             |                           | |
| Liban                                | 86                                 | 7             | 79                    |                           | Entry is prohibited for holders of any passport regardless of nationality bearing a stamp or visa issued by Israel |
| Lesotho                              | 71                                 | 71            |                       | 123+                      | |
| Liberia                              | 15                                 | 15            |                       |                           | |
| Libya                                | 2                                  | 2             |                       |                           | |
| Macao                                | 188+                               | 81            | Tất cả-6              |                           | |
| Macedonia                            | 85                                 | 85            |                       |                           | |
| Madagascar                           | 193+                               | 0             | Tất cả-1              |                           | |
| Malawi                               | 165                                | 33            | 131                   |                           | |
| Malaysia                             | 162                                | 162           |                       | 10                        | |
| Maldives                             | 194+                               | 0             | Tất cả                |                           | |
| Mali                                 | 25                                 | 25            |                       |                           | |
| Quần đảo Marshall                    | 88                                 | 33            | 55                    |                           | |
| Mauritania                           | 194+                               | 9             | 185                   |                           | |
| Mauritius                            | 177                                | 111           | 66                    |                           | |
| México                               | 65                                 | 65            |                       | 3                         | |
| Micronesia                           | 194+                               | 194+          |                       |                           | |
| Moldova                              | 69                                 | 69            |                       |                           | |
| Mông Cổ                              | 22                                 | 22            |                       |                           | |
| Montenegro                           | 95                                 | 95            |                       |                           | |
| Maroc                                | 70                                 | 70            |                       |                           | |
| Mozambique                           | 194+                               | 8             | 186+                  |                           | Limited VOA locations.                                                                                             |
| Myanmar                              | 8                                  | 8             |                       | 102                       | |
| Namibia                              | 52                                 | 52            |                       |                           | |
| Nauru                                | 16                                 | 0             | 16                    |                           | |
| Nepal                                | 184+                               | 1             | 183+                  |                           | Địa điểm VOA bị giới hạn.                                                                                          |
| New Zealand                          | 60                                 | 60            |                       |                           | |
| Nicaragua                            | 166                                | 92            | 74                    |                           | |
| Niger                                | 19                                 | 19            |                       |                           | |
| Nigeria                              | 18                                 | 17            | 1                     |                           | |
| Oman                                 | 73                                 | 5             | 68                    |                           | |
| Pakistan                             | 5                                  | 5             |                       |                           | |
| Palau                                | 192+                               | 34            | 158+                  |                           | |
| Panama                               | 117                                | 117           |                       |                           | |
| Papua New Guinea                     | 70                                 | 0             | 70                    |                           | |
| Paraguay                             | 62                                 | 57            | 5                     |                           | |
| Peru                                 | 98                                 | 98            |                       |                           | |
| Philippines                          | 157                                | 157           |                       |                           | |
| Qatar                                | 85                                 | 5             | 80+4                  | 194+                      | Limited VOA locations.                                                                                             |
| Nga                                  | 48                                 | 48            |                       |                           | |
| Rwanda                               | 65                                 | 4             | 61                    | 194+                      | |
| Saint Kitts và Nevis                 | 102                                | 102           |                       |                           | |
| Saint Lucia                          | 149                                | 95            | 54                    |                           | |
| Saint Vincent và Grenadines          | 186+                               | 0             | Tất cả-8              |                           | |
| Samoa                                | 194+                               | Tất cả        |                       |                           | |
| São Tomé và Príncipe                 | 45                                 | 45            | 0                     | 149+                      | |
| Ả Rập Xê Út                          | 5                                  | 5             |                       |                           | |
| Khối Schengen                        | 94                                 | 62            |                       |                           | 32 EU/EEA/CH citizens.                                                                                             |
| Senegal                              | 125                                | 125           |                       |                           | |
| Serbia                               | 78                                 | 78            |                       |                           | |
| Seychelles                           | 194+                               | 34            | 160+                  |                           | |
| Sierra Leone                         | 15                                 | 15            |                       |                           | |
| Singapore                            | 160+                               | 160+          |                       |                           | |
| Quần đảo Solomon                     | 77                                 | 30            | 47                    |                           | |
| Somalia                              | 0                                  |               |                       |                           | |
| Nam Phi                              | 75                                 | 75            |                       |                           | |
| Nam Sudan                            | 6                                  | 0             | 6                     |                           | |
| Sri Lanka                            | 3                                  | 3             | 0                     | 191+                      | |
| Sudan                                | 34                                 | 32            | 2                     |                           | |
| Suriname                             | 78                                 | 28            | 50                    |                           | |
| Syria                                | 0                                  |               |                       |                           | |
| Tajikistan                           | 9                                  | 9             |                       | 81                        | |
| Tanzania                             | 170+                               | 6             | Tất cả-24             |                           | |
| Thái Lan                             | 76                                 | 57            | 19                    |                           | |
| Đông Timor                           | 194+                               | 30            | Tất cả                |                           | Limited VOA locations.                                                                                             |
| Togo                                 | 194+                               | 14            | 164+                  |                           | |
| Tonga                                | 68                                 | 31            | 37                    |                           | |
| Trinidad và Tobago                   | 103                                | 101           | 2                     |                           | |
| Tunisia                              | 96                                 | 96            |                       |                           | +11 for organized groups.                                                                                          |
| Thổ Nhĩ Kỳ                           | 78                                 | 78            | 0                     | 43                        | e-Visas can also be obtained on arrival for a higher cost.                                                         |
| Turkmenistan                         | 0                                  |               |                       |                           | |
| Tuvalu                               | 194+                               | 30            | 160+                  |                           | |
| Uganda                               | 194+                               | 33            | 161+                  |                           | |
| Ukraina                              | 98                                 | 64            | 34                    |                           | |
| Các Tiểu vương quốc Ả Rập Thống nhất | 55                                 | 37            | 18                    |                           | |
| Vương quốc Anh                       | 87                                 | 56            |                       | 4                         | +31 EU/EEA/CH citizens.                                                                                            |
| Hoa Kỳ                               | 42                                 | 42            |                       |                           | |
| Uruguay                              | 76                                 | 76            |                       |                           | |
| Uzbekistan                           | 9                                  | 9             |                       |                           | |
| Vanuatu                              | 120                                | 120           |                       |                           | |
| Venezuela                            | 71                                 | 71            |                       |                           | |
| Việt Nam                             | 24                                 | 24            |                       | 40                        | |
| Yemen                                | 12                                 | 1             | 11                    |                           | |
| Zambia                               | 138                                | 43            | 95                    |                           | |
| Zimbabwe                             | 125                                | 44            | 81                    |                           | |